# NHL Waiver Draft
Der NHL Waiver Draft war eine Veranstaltung der nordamerikanischen Eishockeyliga National Hockey League (NHL), bei der Mannschaften Spieler verpflichten konnten, die nicht dem Stammkader einer anderen Mannschaft angehörten. Der Waiver Draft wurde vor der Saison 2005/06 abgeschafft.
Der Waiver Draft fand jedes Jahr kurz vor Saisonbeginn statt. Wenige Tage vor dem Waiver Draft mussten die Teams Listen mit geschützten Spielern abgeben, die nicht von anderen Teams ausgewählt werden können. Jedes Team hatte dabei das Recht zwei Torhüter und 18 Feldspieler auf diese Liste zu setzen. Nach der Abgabe der Listen durften keine Transfers mehr durchgeführt werden und die Listen wurden zwei Tage vor der Veranstaltung veröffentlicht.

## Regeln
- Die Reihenfolge des Waiver Draft bezieht sich auf das Ergebnis der Vorsaison. So darf das schlechteste Team als erstes einen Spieler auswählen.
- In der ersten Runde dürfen nur die Teams Spieler auswählen, die in der Vorsaison die Playoffs verpasst haben.
- In der ersten Runde dürfen die Teams keine Spieler von Mannschaften aus der eigenen Division auswählen.
- Ein Team muss keine Spieler im Waiver Draft verpflichteten, kann aber trotzdem bis zu drei Spieler verlieren.
- Verpflichtet ein Team mehr als drei Spieler, kann es genau so viele Spieler verlieren, wie es auswählt. Beispielsweise kann ein Team bis zu fünf Spieler verlieren, wenn es fünf Spieler verpflichtet.
- Fand kurz zuvor ein Expansion Draft statt, kann ein Team, das dabei einen Torhüter verloren hat, im Waiver Draft keinen weiteren Torhüter verlieren, es sei denn, das Team ist damit einverstanden.
- Der Waiver Draft ist beendet, wenn kein Team mehr Spieler auswählt.

## Besonderheiten
Es gibt Spieler, die im Waiver Draft nicht ausgewählt werden dürfen, die aber auch nicht auf die Liste mit den geschützten Spielern gesetzt werden müssen. Diese freigestellten Spieler verlieren aber diesen Status nach einer gewissen Dauer bzw. wenn sie eine bestimmte Anzahl von Spielen absolviert haben.

### Torhüter
| Alter              | Dauer der Freistellung | max. Anzahl von Spielen |
| ------------------ | ---------------------- | ----------------------- |
| 18 Jahre           | 6 Jahre                | 80 Spiele               |
| 19 Jahre           | 5 Jahre                | 80 Spiele               |
| 20 Jahre           | 4 Jahre                | 80 Spiele               |
| 21 Jahre           | 4 Jahre                | 60 Spiele               |
| 22 Jahre           | 4 Jahre                | 60 Spiele               |
| 23 Jahre           | 3 Jahre                | 60 Spiele               |
| 24 Jahre           | 2 Jahre                | 60 Spiele               |
| 25 Jahre und älter | 1 Jahr                 | –                       |

### Feldspieler
| Alter              | Dauer der Freistellung | max. Anzahl von Spielen |
| ------------------ | ---------------------- | ----------------------- |
| 18 Jahre           | 5 Jahre                | 160 Spiele              |
| 19 Jahre           | 4 Jahre                | 160 Spiele              |
| 20 Jahre           | 3 Jahre                | 160 Spiele              |
| 21 Jahre           | 3 Jahre                | 80 Spiele               |
| 22 Jahre           | 3 Jahre                | 70 Spiele               |
| 23 Jahre           | 3 Jahre                | 60 Spiele               |
| 24 Jahre           | 2 Jahre                | 60 Spiele               |
| 25 Jahre und älter | 1 Jahr                 | –                       |

## Aktuelle Regelung
Neben dem Waiver Draft gab es noch die Waiverliste, auf die während der Saison Spieler gesetzt wurden, von denen sich ein Team trennen wollte. Will ein Team einen Spieler auf der Waiverliste verpflichten, muss sie keine Gegenleistung erbringen. Nach der Abschaffung des Waiver Draft blieb die Waiverliste erhalten.